# West of Cimarron
West of Cimarron è un film del 1941 diretto da Lester Orlebeck.
È un film western statunitense con Tom Tyler, Bob Steele e Rufe Davis. Fa parte della serie di 51 film western dei Three Mesquiteers, basati sui racconti di William Colt MacDonald e realizzati tra il 1936 e il 1943.

## Produzione
Il film, diretto da Lester Orlebeck su una sceneggiatura di Albert DeMond e Don Ryan (basata sui personaggi creati da William Colt MacDonald), fu prodotto da Louis Gray per la Republic Pictures e girato nell'Iverson Ranch a Chatsworth in California.

## Distribuzione
Il film fu distribuito negli Stati Uniti nel 1941 al cinema dalla Republic Pictures. È stato distribuito anche in Grecia con il titolo O listofagos tou Texas.